# Neno Razuk
Roberto Razuk Filho, mais conhecido Neno Razuk (Campo Grande, 12 de outubro de 1978),  é um político brasileiro, filiado ao PL. Nas eleições de 2022, foi eleito deputado estadual pelo MS.